# Luxo Jr.
Luxo Jr. és un curtmetratge d’animació produït per Pixar Animation Studios. Va ser escrit i dirigit l’any 1986 per John Lasseter. El curt, de dos minuts de durada, parla sobre dues llums d’escriptori. La llum gran mira com en Luxo Jr. juga amb una pilota, quan aquesta es desinfla accidentalment. Luxo Jr. va ser la primera animació de Pixar després que Edwin Catmull i John Lasseter abandonessin el departament d’informàtica gràfica de la Industrial Light & Magic.
L’objectiu d’en Lasseter era acabar el curtmetratge per presentar-ho a la SIGGRAPH de 1986, una conferència anual sobre gràfics digitals a la que van assistir milers de professionals de la indústria. El curtmetratge va esdevenir com a conseqüència dels seus experiments de modelatge amb el seu llum d’escriptori. A partir d’aquí, en Lasseter va treballar per a crear una història de dos minuts a partir dels seus experiments. En el curtmetratge, es pot observar l’ús de mapes d’ombres dins del software de renderització. En Lasseter va aplicar els principis clàssics de l’animació definits pels Nou Ancians de Disney per tal de transmetre les emocions de les làmpades.
La creació del curtmetratge va costar al voltant de quatre mesos i mig, però finalment es va acabar a temps de presentar-ho al SIGGRAPH. A la conferència, el curt va agradar a molta gent; fins i tot abans que acabés la seva projecció, una multitud d’espectadors ja havia començat a aplaudir. Luxo Jr. és considerat un gran avanç en l’àmbit de l’animació, ja que va transformar la interpretació tradicional de l’animació per ordinador. Aquest curt va ser el primer a utilitzar l’animació per procediments, el software que va escriure Eben Ostby.
L’any 2014, la Library of Congress va considerar Luxo Jr. una peça “cultural, històrica i estèticament significativa” i va ser seleccionada per a la seva preservació al National Film Registry.

## Argument
Els personatges són dos llums d’escriptori, una gran i una més petita. Estan inspirats en el llum d’escriptori de John Lasseter, que era de la marca Luxo, d’aquí el títol del curt. En Luxo Jr. juga amb una pilota de goma, la persegueix i intenta fer equilibris d’amunt d’ella, mentre es poden veure les diferents reaccions d’en Luxo sènior. Quan la pilota es desinfla en Luxo sènior li reganya, però a continuació en Luxo Jr. troba una pilota de platja, més gran, i comença a jugar amb ella.

## Context
El Graphics Group, que era un terç de la divisió d’informàtica de Lucasfilm, havia estat treballant amb l’Industrial Light & Magic en els efectes especials en la dècada dels anys 80. L’any 1984, el grup va produir un curt animat anomenat The Adventures of André and Wally B., que va ser presentat a la conferència anual SIGGRAPH. El grup, que comptava amb 40 membres,es va fundar com una corporació al febrer de 1986 amb una inversió que va fer Steve Jobs poc després d’abandonar Apple. Steve Jobs va pagar 5 milions de dòlars a George Lucas pels drets tecnològics i 5 milions més com a capital per a l'empresa. Quan Steve Jobs va comprar Pixar, va col·locar a Edwin Catmull i a Alvy Ray Smith per dirigir l'empresa.
Steve Jobs mai va pensar que Pixar li reportés cap ingrés, però Catmull i Smith justifiquen la seva acció dient que el fet de presentar curts d’animació com l’André and Wally B. A SIGGRAPH promouria els ordinadors de la companyia. L’any 1985 van crear una seqüència que consistia en un cavaller de vidre per a la pel·lícula Young Sherlock Holmes. L’agost de 1986 es va produir el curtmetratge de Luxo Jr. com una demostració de les capacitats que tenia la Pixar Image Computer.
Durant el temps en què va ser concebut el curt de Luxo Jr., hi havia dues produccions de curtmetratges més. Bill Reeves, que estava interessat en algoritmes per recrear la turbulència de les ones del mar, va fer Flags and Waves. D’altra banda, Eben Ostby, un programador de gràfics, va crear Beach Chair. Reeves i Ostby també van ajudar Lasseter amb la construcció dels models i la renderització d’en Luxo Jr.

## Premis
Luxo Jr. va rebre una nominació a l'Oscar al Millor Curtmetratge d’Animació i es va convertir en el primer curt en imatges generades per ordinador nominat a rebre un premi de l’Acadèmia. Va guanyar el premi a Animació assistida per ordinador de la World Animation Studio i l’Os de Plata al millor curtmetratge del Festival Internacional de Cinema de Berlín.